# Garcinia engleriana
Garcinia engleriana är en tvåhjärtbladig växtart som beskrevs av Albert Charles Smith. Garcinia engleriana ingår i släktet Garcinia och familjen Clusiaceae. Inga underarter finns listade i Catalogue of Life.